# Almvedvivel
Almvedvivel (Cossonus cylindricus) är en skalbaggsart som beskrevs av Sahlberg 1835. Almvedvivel ingår i släktet Cossonus, och familjen vivlar. Arten är reproducerande i Sverige.